# 자인초등학교
자인초등학교는 대한민국 경상북도 경산시 자인면 교촌리에 있는 공립 초등학교이다.

## 학교 연혁

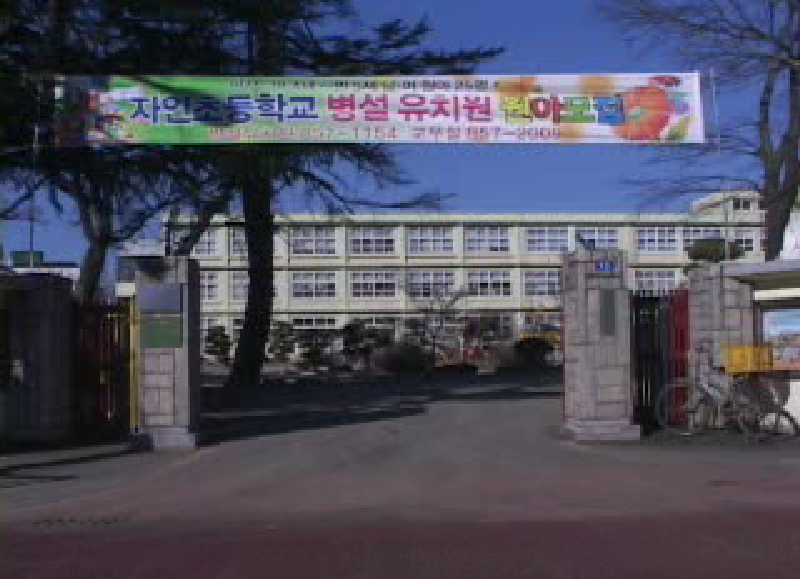
2006년 자인초등학교 모습

- 1911년 9월 1일 자인공립보통학교 개교(설립인가 7월 24일)
- 1938년 4월 1일 서림(西林)공립심상소학교로 개칭[1]
- 1941년 4월 1일 서림공립국민학교로 개칭[2]
- 1945년 9월 16일 자인국민학교 교명 개칭
- 1982년 3월 6일 병설유치원(2개반) 개원
- 1986년 3월 1일 특수학급(1개반) 설치
- 1992년 3월 1일 계림국민학교 폐교 본교로 통합
- 1996년 3월 1일 자인초등학교로 교명 개칭[3]
- 2017년 2월 10일 제105회 졸업(졸업생 총수 13,453명)
- 2017년 3월 1일 초등 6학급, 병설유치원 1학급
- 2017년 9월 1일 제28대 이영랑 교장 취임

## 학교 상징
- 교화 - 장미 : 어여쁨을 뽐내는 얼굴, 울 안에 피어나는 그윽한 향기처럼 자인어린이들은 스스로의 마음을 가꾸어 우리 나라의 인재로 자라나길 기원함.
- 교목 - 회화나무 : 오랜 세월 동안 말없이 우리 학교를 지켜보고 있는 교목과 같이 자인어린이들은 힘껏 실력을 갈고 닦으며 굳세고 튼튼하게 자라 우리 학교를 더욱 빛내는 인재로 자라기를 기원함

## 참고 자료
- 자인초등학교 - 한국교육학술정보원 학교알리미